# Sakskøbing
Sakskøbing est une ville du Danemark, rattachée depuis 2015 à la municipalité de Guldborgsund, dans la région de Sjælland, sur la côte Nord-Est de l'île de Lolland.
L'ancienne municipalité de Sakskøbing, y compris la petite île de Vigsø, couvrait une superficie de 176 km² et comptait 9 299 habitants en 2005. Son dernier maire était Kaj Petersen, membre du parti politique social-démocrate (Socialdemokraterne). La ville principale et le site de son conseil municipal sont la ville de Sakskøbing. Au nord se trouve Tår's Cove (Tårs Vig) et au-delà du détroit de Rågø (Rågø Sund), le cours d'eau qui sépare Lolland de la Zélande. Un doigt du détroit de Rågø coupe l’ancienne municipalité du fjord de Sakskøbing et la rivière Sakskøbing (Sakskøbing å) qui serpente à travers l'ancienne municipalité, ainsi que par Nykøbing Falster et Nysted jusqu'à ce qu'elle se termine près de la ville de Bregninge.
Le 1er janvier 2007, la municipalité de Sakskøbing a cessé d'exister à la suite de Kommunalreformen ("La réforme de la municipalité" de 2007). Elle a été fusionnée avec les municipalités existantes de Nykøbing Falster, Nysted, Nørre Alslev, Stubbekøbing et Sydfalster pour former la nouvelle municipalité de Guldborgsund. Cela a créé une municipalité avec une superficie de 907 km² et une population totale de 63 533 (2005). La nouvelle municipalité appartient à la région de Sjælland ("région de Zélande").